# حامد حدادي
حامد حدادي (ولد في 19 مايو 1985) هو لاعب كرة سلة إيراني من الأهواز، محترف في الرابطة الوطنية لكرة السلة (NBA) حيث يلعب في صفوف نادي ميمفيس غريزليس، ويعد أول إيراني يلعب في تلك البطولة. لعب قبل ذلك لصالح نادي صبا باتري لكرة السلة.
في عام 2002، حصل حامد حدادي مع المنتخب الإيراني للناشئين على المركز الثاني في البطولة الآسيوية التي أقيمت في الكويت، حيث وصل المنتخب الإيراني للمباراة النهائية ولكنه خسر أمام المنتخب الصيني بنتيجة 70 - 81. في عام 2004، فاز مع المنتخب ببطولة آسيا لكرة السلة للشباب التي أقيمت في طهران. وفاز أيضاً ببطولة غرب آسيا لكرة السلة لعامي 2004 و 2005، وحصل على الميدالية البرونزية في دورة الألعاب الآسيوية 2006 في الدوحة. كما حصل على الميدالية الذهبية في بطولة أمم آسيا لكرة السلة في عام 2007 في اليابان، وكذلك في عام 2009 في الصين، وتوج في تلك البطولتين كأفضل لاعب (MVP). كما شارك في كرة السلة في الألعاب الأولمبية الصيفية 2008.
أما على صعيد الأندية، فقد حصل على الميدالية الفضية في بطولة غرب آسيا لكرة السلة للأندية في إيران سنة 2008، كما حصل على الميدالية الذهبية مع ناديه صبا باتري في بطولة آسيا للأندية لسنة 2008 في الكويت. وسبق له وأن احترف في الإمارات العربية المتحدة. يلعب منذ أغسطس 2008 لصالح ميمفيس غريزليس في NBA، وقد مدد عقده مع النادي حتى عام 2013.

## روابط خارجية
- حامد حدادي على موقع الاتحاد الدولي لكرة السلة (الإنجليزية)
- حامد حدادي على موقع إن بي أي (الإنجليزية)
- حامد حدادي على موقع سبورتس رفرنس (الإنجليزية)
- حامد حدادي على موقع كرة السلة الأوروبية.كوم (الإنجليزية)
- حامد حدادي على موقع ريلجم (الإنجليزية)
- حامد حدادي على موقع بروبوليرز (الإنجليزية)
- حامد حدادي على موقع سبورتس رفرنس (الإنجليزية)
- حامد حدادي على موقع سبورتس رفرنس (الإنجليزية)
- حامد حدادي على موقع أوليمبيديا (الإنجليزية)